# Takeshi Ono
Takeshi Ono (大野 毅, Ono Takeshi), né le 22 novembre 1944, est un footballeur japonais.